# Drug Church
Drug Church est un groupe américain de punk hardcore, originaire d'Albany.

## Histoire
Drug Church commence comme projet parallèle du chanteur Patrick Kindlon de Self Defense Family. Après avoir publié en ligne une démo de trois morceaux en 2011, le groupe est signé par No Sleep Records début 2012. La formation initiale du groupe comprend Patrick Kindlon, le guitariste Nick Cogan, le bassiste Cory Galusha et le batteur Chris Villeneuve. Leur premier EP, Swell, sort en 2012 et est largement salué par la critique pour son son brut et agressif,.
Le premier album de Drug Church, Paul Walker, sort en 2013,. En 2018, Drug Church signe un contrat avec Pure Noise Records et sort son troisième album, Cheer, qui démontre la volonté du groupe d'expérimenter différents styles, comme le grunge, tout en conservant son ethos punk. L'album reçoit des éloges pour ses textes introspectifs et sincères ainsi que pour sa volonté d'aborder des sujets complexes.
Le quatrième album du groupe, Hygiene, est annoncé le 10 novembre 2021 avec la sortie des singles Miles of Fun et Detective Lieutenant et est publié le 11 mars 2022 par Pure Noise Records. Le 1er mars 2023, le groupe sort le single Myopic sur Pure Noise Records.

## Style musical
Le style musical de Drug Church se caractérise par un mélange éclectique de punk rock, de post-hardcore et de rock alternatif. Leur son évolue au fil des années, passant d'un style punk brut et agressif à une approche plus variée et expérimentale. Au niveau des textes, le groupe explore un large éventail de thèmes et traite souvent de sujets sociaux et personnels avec un mélange d'humour et de réflexion.
Musicalement, le groupe mélange du punk hardcore dans le style de groupes comme Black Flag avec des éléments de rock alternatif et de grunge pour créer son son post-punk/post-hardcore. Les textes de leurs chansons se concentrent principalement sur des thèmes sociaux et ont tendance à être sombres et/ou satiriques. Dans une session de questions-réponses sur le site web de son autre projet Self Defense Family, Kindlon explique qu'il n'avait pas de textes pré-écrits pour ses groupes et qu'il écrivait plutôt les paroles des chansons en studio. 

## Discographie

### Albums studio
- 2013 : Paul Walker
- 2015 : Hit Your Head
- 2018 : Cheer
- 2022 : Hygiene

### EP
- 2011 : Demo
- 2012 : Drug Church
- 2015 : Swell
- 2021 : Tawny

### Singles
- 2017 : Weed Pin
- 2020 : Bliss Out
- 2023 : Myopic